# 몽골저빌
몽골저빌 또는 몽골저드(Meriones unguiculatus)는 쥐과 메리오네스속에 속하는 설치류의 일종이다. 황무지쥐아과(저빌)에서 가장 널리 알려진 종으로 애완동물 또는 실험용 동물이다.

## 특징
몽골의 건조한 지역에서 살아남기 위해, 몽골저빌은 포식자로부터 뛰거나 도망칠 수 있는 긴 다리와 씨앗과 거친 풀을 씹을 수 있는 날카로운 이빨, 건조한 먹이를 이용하거나 지방을 축적하기 위한 물 저장 기술을 발달시켰고, 물질대사를 통해 물을 만들어낸다. 야생에서, 등쪽 털은 일반적으로 불그스레한 색을 띠지만 배 쪽은 땅의 강한 열을 반사시키기 위해 흰색을 띤다. 포획 상태에서는 다양한 색을 띤다. 눈은 검거나 루비색을 띤다. 방어 매커니즘때문에 꼬리는 쉽게 벗겨진다.

## 생태
야생에서 한 쌍의 부모와 마지막에 낳은 새끼들로 이루어진 하나의 무리를 형성하여 살아간다. 지배적인 한 쌍의 저빌만이 번식을 한다. 한 무리가 차지하는 영역은 보통 325~1,150m2이다. 이 무리는 10~20개의 출구가 있는 주요 굴에서 만난다. 서식 영역 전체에 흩어져 있고, 1~3개의 출구가 있는 더 깊은 굴이 있어서 무리가 주요 굴에서 너무 멀어 포식자로부터 도망칠 때 사용한다. 표본의 평균 수명은 3~4년, 예외적으로 5년이 될 때도 있다.

## 분포 및 서식지
몽골 스텝 지대와 준사막 지대에서 서식한다. 서식지의 토양은 모래로 풀과 관목이 흩어져 있다. 이 지역 기후의 특징은 건조하고 추운 겨울과 뜨거운 여름이다. 온도가 50 ° C에 달하지만 한해 대부분은 약 20 ° C 정도이다. 가혹한 날씨때문에 조류와 뱀을 제외하고는 포식자가 많지 않다. 하루 중 가장 더운 때를 굴 속에서 보내는 주행성이자 야행성 동물이다.